# Losing My Religion
"Losing My Religion" é uma canção da banda americana de rock alternativo R.E.M. Foi lançada nos Estados Unidos em 19 de fevereiro de 1991, através da Warner Bros. Records, como o primeiro single do sétimo álbum de estúdio da banda, Out of Time. A respeito do título da música, apesar de constar a palavra religião, a canção é sobre um amor não correspondido. Nesse sentido, o vocalista Michael Stipe esclareceu que "Losing My Religion" é na verdade uma antiga expressão da região sul dos Estados Unidos, usada quando se perde a fé em algo ou alguém. 
Os primeiros trechos da música foram compostos enquanto o guitarrista da banda Peter Buck aprendia a tocar bandolim. A partir de então, foram introduzidos pelo baixista Mike Mills alguns arranjos, inspirados na banda Fleetwood Mac, e também cordas orquestrais pela Atlanta Symphony Orchestra. 
Apesar do receio inicial da gravadora em lançá-la como o primeiro single do álbum, a música se tornou um sucesso logo após o seu lançamento, sendo tocada em várias rádios americanas. O videoclipe também foi aclamado pela crítica, após reproduções na MTV e VH1. Chegou a figurar na quarta posição na tabela musical da Billboard Hot 100 de 1991, e durante 21 semanas no Top 100. É considerada a música de maior sucesso da história da banda e responsável por elevar a quantidade de fãs pelo mundo.  
A canção foi vencedora de dois prêmios Grammy no ano de 1992, nas categorias de "Melhor Performance Pop de Duo ou Grupo com Vocal" e "Melhor Vídeo Musical em Formato Curto". Já o videoclipe venceu em seis categorias da MTV Video Music Awards de 1991, como "Vídeo do Ano", "Melhor Vídeo em Grupo", "Vídeo Inovador", "Melhor Direção de Arte", "Melhor Direção" e "Melhor Edição". Uma outra versão da música, tocada no episódio "Grilled Cheesus" de Glee, em 2010, também figurou no top 100 das paradas musicais da revista Billboard, nos Estados Unidos e no Canadá.

## Contexto

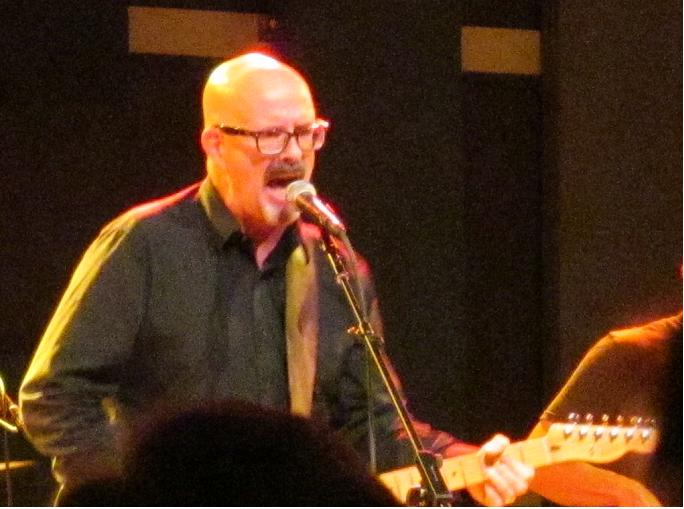
Peter Holsapple fez parte das gravações de Losing My Religion.

O guitarrista da banda, Peter Buck, começou a escrever o riff principal e o refrão da música em um bandolim enquanto assistia televisão. Naquela oportunidade, Buck acabara de comprar o instrumento e estava tentando aprender a tocá-lo, gravando o som enquanto praticava. "Quando ouvi no dia seguinte, havia um monte de coisas que realmente eram apenas eu aprendendo a tocar bandolim, e depois havia o que se tornou 'Losing My Religion', e mais um monte de mim aprendendo a tocar o bandolim", disse Buck.
As gravações da música começaram em setembro de 1990 no Bearsville Studio A, em Woodstock, Nova York. O arranjo foi produzido com bandolim, baixo elétrico e bateria. O baixista Mike Mills criou uma linha de baixo inspirada no trabalho do baixista da banda Fleetwood Mac, John McVie. Ele admitiu que não conseguiu encontrar uma linha que não fosse derivada.
Durante as gravações, a banda contou com a participação do guitarrista de turnê, Peter Holsapple, na guitarra acústica. Em entrevista para a revista Guitar School, Buck disse que: "Foi muito legal: Peter e eu ficávamos na nossa pequena cabine, suando, e Bill e Mike estavam lá fora na outra sala se dedicando. Tinha uma sensação realmente mágica". O vocal do cantor Michael Stipe foi gravado em uma única tomada. Em outubro de 1990, após o retorno para Atlanta, no estado da Georgia, cordas orquestrais, arranjadas por Mark Bingham, foram adicionadas à música por membros da Atlanta Symphony Orchestra, no Soundscape Studios.

## Composição e letra

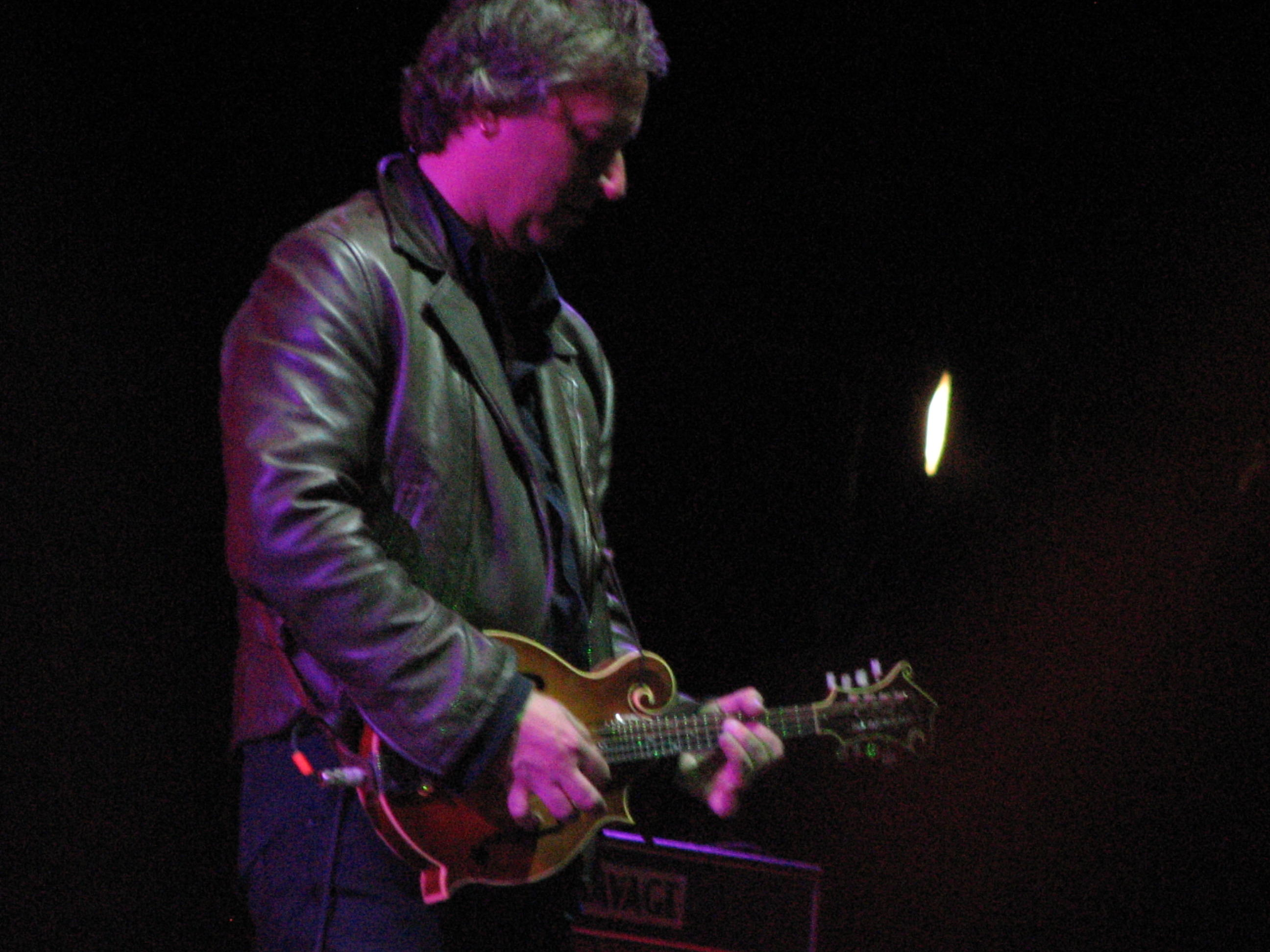
Peter Buck tocando "Losing My Religion" com seu bandolim.

A canção tem como base o toque de bandolim de Peter Buck. A respeito disso, em entrevista para a revista Guitar School, Buck disse que: "Os versos são o tipo de coisa que R.E.M. usa bastante, indo de um menor para outro, como aqueles acordes do 'Driver 8'. Você realmente não pode dizer nada de ruim sobre mi menor, lá menor, ré e sol — quero dizer, são apenas bons acordes". Buck observou que "Losing My Religion" era "provavelmente a que tinha o som mais típico de R.E.M. no álbum. Estamos tentando nos afastar desse tipo de som, mas, como eu disse antes, esses são alguns bons acordes". As cordas orquestrais tocam partes da música. A música é tocada em escala menor natural.
Sobre o título da música, o vocalista da banda, Michael Stipe, afirmou várias vezes que a música não é sobre religião, mas sobre um amor não correspondido. A expressão "losing my religion" — "perdendo minha religião", em tradução para o português —, seria na verdade uma antiga expressão da região sul dos Estados Unidos que significa "perder a sua fé" em alguém ou alguma coisa.
Stipe comparou o tema da música com "Every Breath You Take" (1983) do The Police dizendo: "É apenas uma música pop obsessiva clássica. Eu sempre senti que os melhores tipos de música são aqueles onde qualquer um pode ouvi-la, colocam-se nela e dizem: 'Sim, sou eu'".

## Lançamento e repercussão
"Losing My Religion" foi lançada em 19 de fevereiro de 1991 nos Estados Unidos como o single principal do álbum Out of Time. A Warner Bros., gravadora da banda, estava receosa com a escolha do grupo pela música como o primeiro single do álbum. Steven Baker, vice-presidente de gerenciamento de produtos da Warner Bros. na época, disse que houve "discussões longas e prolongadas" sobre o lançamento de uma "faixa não convencional" como um single até a gravadora concordar. Apesar do R.E.M. ter recusado uma turnê para promover Out of Time, a banda visitou estações de rádio, deu inúmeras entrevistas à imprensa e fez aparições na MTV para promover a canção. Enquanto isso, a Warner Bros. trabalhou para estabelecer o single em estações de rádio de campus, modern rock, album-oriented rock, antes de promovê-lo em estações americanas de Top 40, onde se tornou um sucesso. "A canção ultrapassa os limites de ser apenas uma música alternativa", declarou um diretor de um programa de uma estação de rádio Top 40; ele admitiu que "Losing My Religion" era "uma gravação difícil de programar; você não pode tocar L.L. Cool J por trás disso. Mas é uma verdadeira gravação pop — você pode dançar com ela".
"Losing My Religion" se tornou o maior sucesso de R.E.M. nos Estados Unidos, atingindo a posição quatro na Billboard Hot 100. O single ficou na tabela por 21 semanas. Ficou no topo de outras tabelas da Billboard: a Album Rock Tracks e a Modern Rock Tracks, por três e oito semanas, respectivamente, tornando-se recordes pessoais para a banda nas duas paradas. A canção também alcançou a posição dezenove na UK Singles Chart, e alcançou as posições dezesseis e onze no Canadá e na Austrália, respectivamente. Mills disse, anos depois, que "[s]em 'Losing My Religion', Out of Time teria vendido dois ou três milhões [de cópias], em vez dos dez [milhões de cópias] ou algo assim. Mas o fenômeno que é um sucesso mundial é algo estranho de se ver. Basicamente, essa gravação foi um sucesso em quase todos os países civilizados do mundo". O sucesso de "Losing My Religion" e Out of Time ampliou o público de R.E.M. além da base original de fãs das rádios universitárias. Quando perguntado na época se ele estava preocupado que o sucesso da música pudesse alienar os fãs mais antigos, Buck disse à Rolling Stone que "[as] pessoas que mudaram de ideia por causa de 'Losing My Religion' podem simplesmente se ferrar".
O single ficou em segundo lugar na Pazz & Jop, uma pesquisa anual dos críticos da Village Voice, ficando apenas atrás de "Smells Like Teen Spirit" da banda Nirvana. R.E.M. foi nomeado a sete prêmios no Grammy Awards de 1992. "Losing My Religion" sozinho ganhou várias indicações, incluindo Gravação do Ano e Canção do Ano. A música ganhou dois prêmios: por melhor performance de duo pop ou grupo com vocal e melhor videoclipe de formato curto. Em 2004, a Rolling Stone listou a música na posição 169 em sua lista das 500 melhores músicas de todos os tempos. Em 2007, a música foi colocada na posição nove na lista das 100 melhores músicas dos anos 90 do VH1. No mesmo ano, a Blender classificou o single em 79.º lugar na lista de "500 melhores músicas desde que você nasceu". A canção também é citada na lista de 500 músicas que deram forma ao rock and roll, da The Rock and Roll Hall of Fame.

### Outras versões
R.E.M. gravou uma sessão MTV Unplugged de "Losing My Religion" com membros da Atlanta Symphony Orchestra para comemorar o 10º aniversário da MTV. A gravação de 1991 foi feita em Madison, Geórgia, Estados Unidos. Finn Hudson (Cory Monteith) cantou a música em 2010 no episódio de Glee intitulado "Grilled Cheesus". A canção alcançou a posição 60 nos EUA na tabela musical da Billboard Hot 100 e a posição 47 no Canadian Hot 100.

## Recepção crítica
Caren Myers do Melody Maker nomeou a música como Single da Semana, acrescentando que: "'Losing My Religion' ocupa um espaço menor e mais íntimo, escolhendo delicadamente um caminho com bandolins e violões, acalmado pelo movimento triste de uma seção de cordas. Ecos enganosos de "World Leader Pretend [en]" se dissipam na segunda audição, enquanto a música envolve a impossibilidade de comunicação com uma precisão superficial, mas dolorosa. A escrita de Stipe está ficando mais esparsa e intensa, repleta de percepções oblíquas, mas sem vontade de apontar onde. Este é R.E.M. em sua forma mais terna e perturbadora, a voz preocupada de Stipe se encheu de uma tristeza inexplicável, mas tão calorosa e familiar como sempre. Um crítico da Music & Media escreveu: "Ouvir uma música tão bela com um arranjo de bandolim marcante proporciona um substituto religioso adequado. Terry Staunton da NME considerou que "é provável que seja interpretada como uma autorreflexão sobre a posição do R.E.M. no panorama musical mundial, expressando dúvida e desconforto diante da perspectiva de discípulos indesejados." Parry Gettelman do Orlando Sentinel observou que aqui, a banda retorna ao seu "timbre característico", "mas Buck utiliza um bandolim ao invés de uma Rickenbacker. Stipe toca novamente no que parece ser ambivalência sobre seu papel como estrela pop e sobre a necessidade de se comunicar com uma audiência." David Fricke da Rolling Stone sentiu que "há melancolia no ar: nas cordas melancólicas e no bandolim em forma de lágrima de 'Losing My Religion'." Celia Farber da Spin elogiou-a como "uma música linda, linda", acrescentando, "Quando Stipe canta 'That's me in the corner/That's me in the spotlight losing my religion', eu realmente sinto um arrepio quente/frio e preciso ouvir a música cerca de 30 vezes mais. Imediatamente."

## Videoclipe

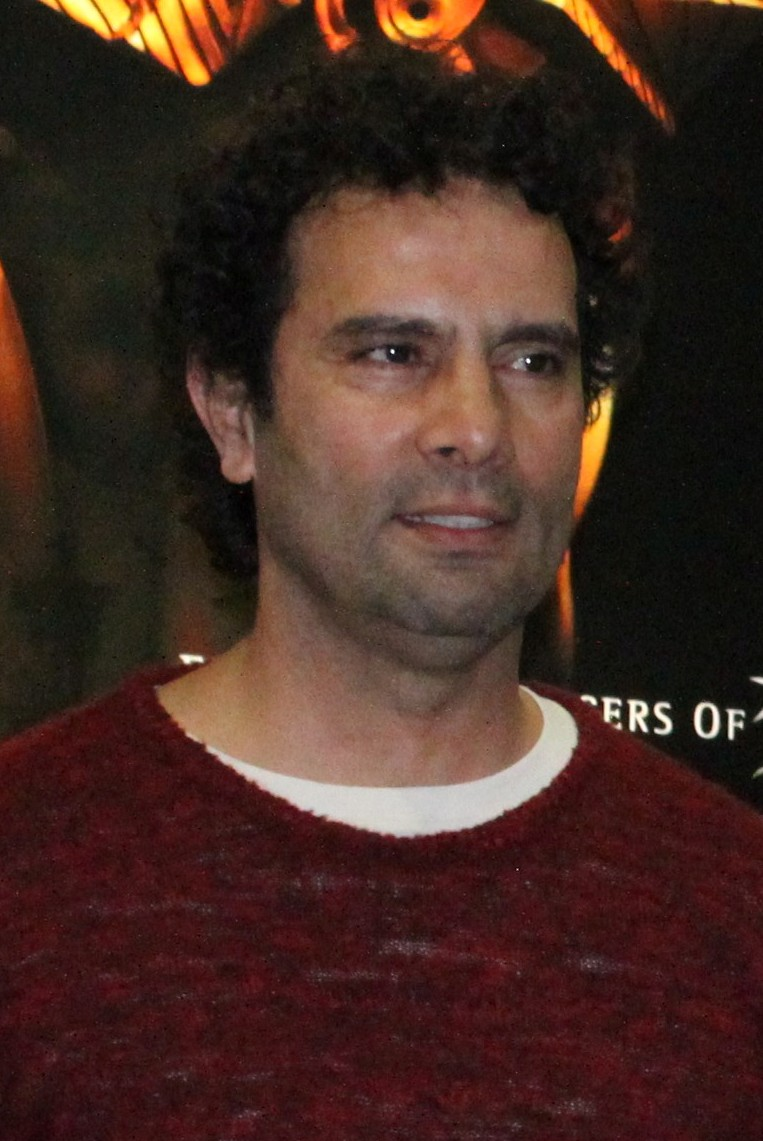
Tarsem Singh foi o diretor do videoclipe de "Losing My Religion"

O videoclipe de "Losing My Religion" foi dirigido por Tarsem Singh. Ao contrário de videoclipes anteriores de R.E.M., Michael Stipe concordou em fazer um lip sync da letra. O vídeo surgiu como uma combinação de ideias imaginadas por Stipe e Singh. Stipe queria que o vídeo promocional fosse direto, semelhante a "Nothing Compares 2 U", de Sinéad O'Connor. Singh queria criar um vídeo no estilo de um certo tipo de cinema indiano, onde tudo seria "melodramático e muito onírico", segundo Stipe. Singh disse que o vídeo foi modelado baseando-se no conto de Gabriel Garcia Marquez intitulado "Um Senhor Muito Velho com Umas Asas Enormes", em que "esse anjo esquisito chega e ninguém sabe o que fazer com ele".
O vídeo começa com uma breve sequência dentro de uma sala escura, onde a água escorre de uma janela aberta. Recriando uma cena do filme de Andrei Tarkovsky intitulado O Sacrifício, Buck, Berry, e Mills correm pela sala enquanto Stipe permanece sentado enquanto uma jarra de leite cai do peitoril da janela e se despedaça; a música começa a partir daí. O diretor Singh também se inspirou no pintor italiano Caravaggio e o vídeo é carregado de imagens religiosas, como São Sebastião, um episódio bíblico de Incredulity of Thomas e divindades hindu, representados numa série de tableaux.
O clipe foi indicado a nove categorias na MTV Video Music Awards de 1991, ganhando seis delas: Vídeo do Ano, Melhor Vídeo em Grupo, Vídeo Inovador, Melhor Direção de Arte, Melhor Direção e Melhor Edição. "Losing My Religion" também ficou em segundo lugar na categoria de videoclipe da lista Pazz & Jop de 1991.

## Participantes
R.E.M.
- Bill Berry – bateria e percussão
- Peter Buck – guitarra elétrica, bandolim
- Mike Mills – baixo, vocal de apoio, teclado e arranjos
- Michael Stipe – vocal.

Músico adicional
- Peter Holsapple – guitarra acústica

## Lista de faixas
Todas as canções foram escritas por Bill Berry, Peter Buck, Mike Mills e Michael Stipe, exceto onde indicado.
7 polegadas
1. "Losing My Religion" – 4:29
2. "Rotary Eleven" – 2:32

12 polegadas e CD
1. "Losing My Religion" – 4:29
2. "Rotary Eleven" – 2:32
3. "After Hours" (Lou Reed) (Live)1 – 2:08

"Collector's Edition"
1. "Losing My Religion" – 4:29
2. "Stand" (Live)1 – 3:21
3. "Turn You Inside-Out" (Live)1 – 4:23
4. "World Leader Pretend" (Live)1 – 4:24

"Song of the Year Edition"
1. "Losing My Religion" – 4:29
2. "Fretless" – 4:51
3. "Losing My Religion" (Live acoustic version/Rockline) – 4:38
4. "Rotary Eleven" – 2:32

Notas
- 1. Extraído do vídeo da performance ao vivo, Tourfilm.

## Paradas musicais e certificações
| Tabela (1991)                       | Posição de pico |
| ----------------------------------- | --------------- |
| Austrália (ARIA)                    | 11              |
| Áustria (Ö3 Austria Top 75)         | 6               |
| Bélgica (Ultratop 50 de Flandres)   | 1               |
| Canada Top Singles (RPM)            | 6               |
| Canada Adult Contemporary (RPM)     | 17              |
| Dinamarca (IFPI)                    | 9               |
| Estados Unidos (Adult Contemporary) | 28              |
| Estados Unidos (Hot 100)            | 4               |
| Estados Unidos (Mainstream Rock)    | 1               |
| Estados Unidos (Modern Rock Tracks) | 1               |
| Europa (European Hot 100 Singles)   | 14              |
| França (SNEP)                       | 3               |
| Irlanda (IRMA)                      | 5               |
| Itália (Musica e dischi)            | 8               |
| Noruega (VG-lista)                  | 4               |
| \|Nova Zelândia (Recorded Music NZ) | 16              |
| Países Baixos (Dutch Top 40)        | 1               |
| Países Baixos (Single Top 100)      | 1               |
| Reino Unido (UK Singles Chart)      | 19              |
| Suécia (Sverigetopplistan)          | 3               |
| Suíça (Schweizer Hitparade)         | 11              |

| Tabela (2008) | Posição de pico |
| ------------- | --------------- |
| Itália (FIMI) | 14              |

| Tabela (2013)        | Posição de pico |
| -------------------- | --------------- |
| Eslovénia (SloTop50) | 14              |

| Tabela (2015)                    | Posição de pico |
| -------------------------------- | --------------- |
| Polónia (Polish Airplay Top 100) | 88              |

| Tabela (2017)        | Posição de pico |
| -------------------- | --------------- |
| Eslovénia (SloTop50) | 46              |

| Tabela (1991)                     | Posição |
| --------------------------------- | ------- |
| Australia (ARIA)                  | 54      |
| Áustria (Ö3 Austria Top 40)       | 24      |
| Bélgica (Ultratop)                | 12      |
| Canada Top Singles (RPM)          | 28      |
| Europa (European Hot 100 Singles) | 22      |
| Países Baixos (Dutch Top 40)      | 7       |
| Países Baixos (Single Top 100)    | 4       |
| EUA Billboard Hot 100             | 33      |

| Região                               | Certificação |
| ------------------------------------ | ------------ |
| Dinamarca (IFPI Dinamarca)           | Ouro         |
| Itália (FIMI)                        | Platina      |
| Reino Unido (BPI)                    | Platina      |
| Estados Unidos (RIAA) Single físico  | Ouro         |
| Estados Unidos (RIAA) Single digital | Ouro         |